# El Peñón (Andacollo)
El Peñón es un lugar de oración que está ubicado en la Región de Coquimbo en Chile. Está en un desvío que lleva hacia el pueblo minero de Andacollo, además de pertenecer a él. En dicho lugar se encuentra una imagen de yeso de Nuestra Señora de Andacollo y un altar amarillo donde se ubica la virgen junto a flores y objetos en agradecimiento por favores concedidos. Hay además una fuente de agua donde los peregrinos depositan voluntariamente monedas las cuales sirven para arreglos que se hacen en el mismo altar.

## Historia
La historia original actualmente se desconoce, pero el sector el Peñón fue creado para venerar a la virgen morena de Andacollo y como un lugar de oración para quienes no pueden subir a la montaña a saludar a la verdadera chinita de Andacollo como es llamada por sus peregrinos, también para quienes pasan desde Ovalle hacía La Serena o viceversa y se bajan a prender una vela a la virgen, o saludarla desde el camino haciendo seña y pidiendo a la virgencita que los acompañe durante su viaje.

## Nueva imagen
A principios de noviembre de 2013, llegó una nueva imagen de María de Andacollo, obra de una donación, mucho más grande, que fue puesta en el altar que se ubica en ese sector.